# حباك هوغلين
حباك هوغلين (الاسم العلمي: Ploceus heuglini) نوع من الطيور الصغيرة من فصيلة الحباك، متوطن في بنين، بوركينا فاسو، الكاميرون، جمهورية أفريقيا الوسطى، تشاد، جمهورية الكونغو الديمقراطية، ساحل العاج، غامبيا، غانا، كينيا، مالي، النيجر، نيجيريا، السنغال، جنوب السودان، السودان، توغو وأوغندا.